# East Sparta
East Sparta ist ein Dorf im Stark County, Ohio, Vereinigte Staaten. Die Einwohnerzahl betrug 806 bei der Volkszählung im Jahr 2000. East Sparta gehört zur Canton-Massillon-Metropolregion.

## Geschichte
Das Pike Township, aus dem Sparta bzw. East Sparta später hervorgegangen sind, wurde am 16. März 1815 gegründet. Das Township entstand auf einem Teil des Canton Townships. Zwei Jahre später wurde das Bethlehem Township vom Pike Township abgetrennt. Noch im Jahr 1815 reichte der Landvermesser Amos Janney den Plan zur Gründung einer Gemeinde ein, die er nach der antiken griechischen Stadt Sparta nannte.

## Einrichtungen
In East Sparta gibt es eine Schule, die East Sparta Elementary School, sowie zwei Kirchen, die East Sparta Christian Church und die East Sparta United Methodist Church.